# São Jorge do Ivaí
São Jorge do Ivaí é um município brasileiro do estado do Paraná. Sua população estimada em 2004 era de 5.335 habitantes.

## Esporte
No passado a cidade de São Jorge do Ivaí possuiu um clube participante do Campeonato Paranaense de Futebol, o São Jorge Futebol Clube.